# Marie-Anne-Josèphe d'Autriche
Pour les articles homonymes, voir Marie-Anne d'Autriche, Marie-Josèphe d'Autriche (1687-1703), Marie-Josèphe d'Autriche et Marie-Josèphe d'Autriche (1751-1767).
Marie-Anne-Josèphe d’Autriche, de son vrai nom Maria Anna Josepha Habsburg von Österreich, est une archiduchesse d’Autriche, princesse de Hongrie et de Bohème, devenue princesse électorale de Palatinat Neubourg par mariage, qui naquit en 1654, et décéda en 1689.

## Naissance
Marie-Anne-Josèphe est la plus jeune fille de l'empereur Ferdinand III de Habsbourg. Sa mère est Éléonore de Nevers-Mantoue (1628-1686), troisième épouse du souverain. Elle lui avait alors déjà donné deux filles, Thérèse Marie Josèphe d'Autriche (1652-1653), et Éléonore (1653-1697), destinée à devenir reine de Pologne, puis duchesse de Lorraine. Après la naissance de Marie-Anne-Josèphe, elle accoucha d’un fils, Ferdinand Joseph Alois (1657-1658). Né l’année de la mort de son père, il décéda l’année suivante.

## Précédents mariages de l'Empereur

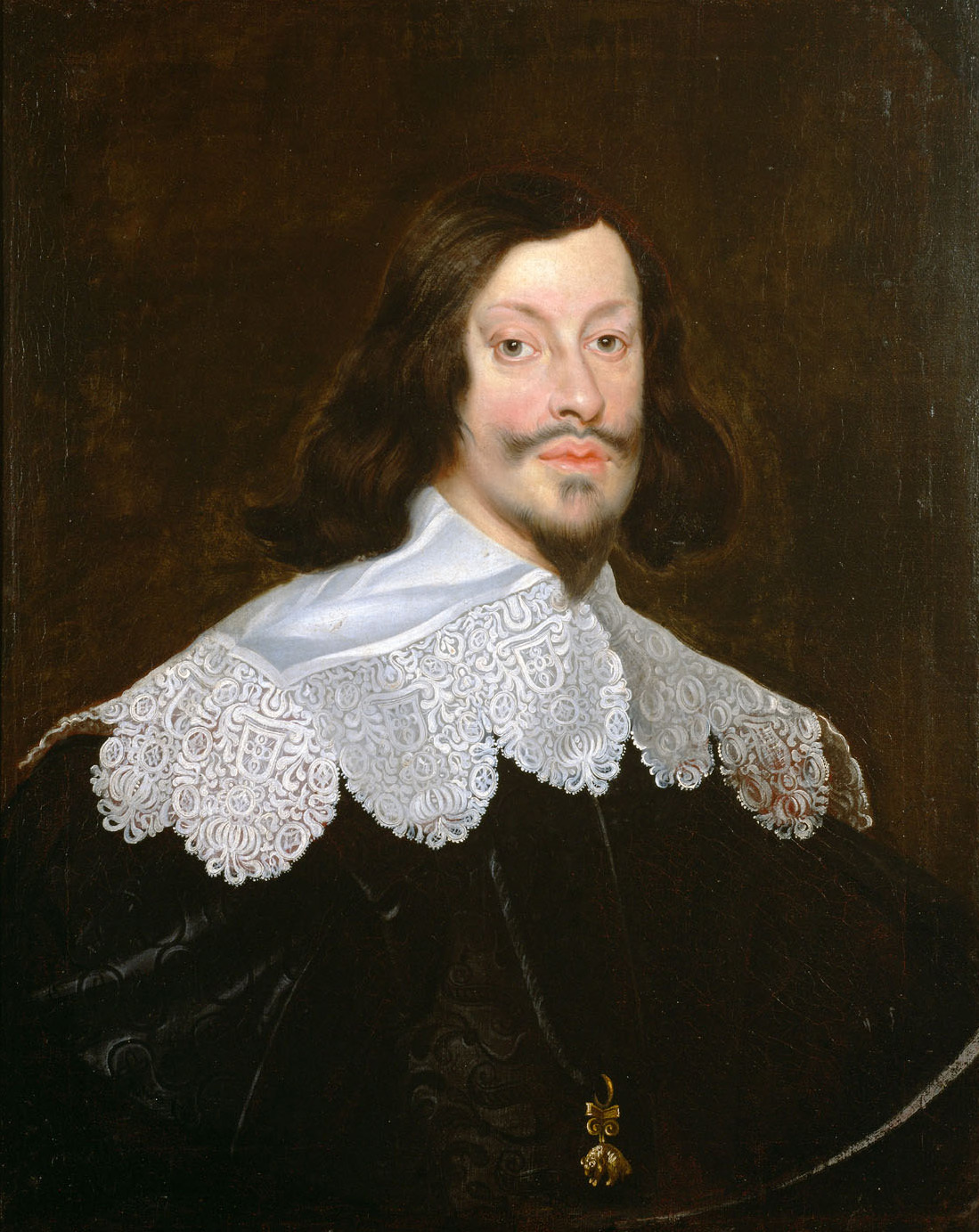
Ferdinand III du Saint-Empire

De son premier mariage, avec Marie-Anne d'Autriche, infante d'Espagne (1606-1646), Ferdinand III avait eu six enfants, dont une fille mort-née, et deux fils morts en bas âge. L’aîné, Ferdinand François (1633-1654), régna sur la Hongrie et la Bohème sous le nom de Ferdinand IV. Élu roi des Romains, il mourut prématurément à l’âge de 21 ans, trois ans avant son père. Ce fut donc son frère cadet, l’archiduc Léopold (1640-1705), qui, en 1657, à l’âge de dix-sept ans, devint empereur. Il entra en fonction l’année suivante, prenant l'appellation de Léopold Ier. Quant à la fille aînée du couple, Marie-Anne d'Autriche (1634-1696), elle épousa en 1649 son oncle, Philippe IV, roi d'Espagne (1605-1665), et fut la mère du dernier Habsbourg d’Espagne, Charles II (1661-1700).
Marié en secondes noces à sa cousine, l’archiduchesse Marie-Léopoldine d’Autriche (1632-1649), l’Empereur eut un fils, Charles Joseph (1649-1664), grand Maître de l’Ordre Teutonique. 

## Biographie

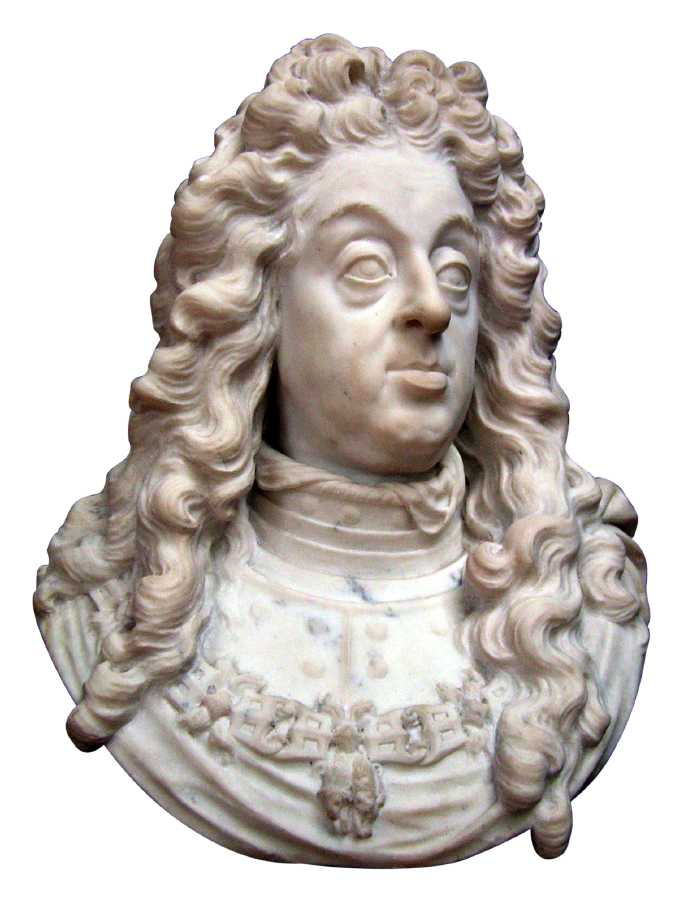
Jean-Guillaume de Neubourg-Wittelsbach (Jan Van Delen, 1703)

Marie-Anne-Josèphe n’avait que trois ans lors du décès de son père, et ne garda donc que très peu de souvenirs de cet homme sombre et névrosé, fort marqué par la désastreuse Guerre de Trente Ans, qui avait dévasté l’Allemagne. Elle grandit ainsi sous le règne de son demi frère, Léopold Ier, élevée par sa mère, une excellente femme, pieuse et très cultivée. Poétesse de talent, elle fut, durant toute sa vie, l’âme et le dynamisme de la vie culturelle de Vienne. En 1670, Marie-Anne-Josèphe eut le grand chagrin de voir sa chère sœur, Éléonore, partir pour Varsovie, afin d’y épouser le roi de Pologne, Michał Wiśniowiecki (1640-1673), alcoolique et impuissant notoire. Fort heureusement, la jeune femme devint rapidement veuve, et revint vivre auprès de sa famille. Elle se remaria cinq ans plus tard, par amour, avec Charles V, duc de Lorraine et de Bar (1643-1690).
Marie-Anne-Josèphe, elle aussi, prit époux, cette année 1678. Âgée de 24 ans, elle se maria à Jean-Guillaume de Wittelsbach, prince électeur de Palatinat-Neubourg (1658-1716), et frère de l'impératrice Eléonore. Les Neubourg étant réputés pour leur extrême fécondité, les belles sœurs de la princesse firent de brillants mariages, occupant, en plus du trône d'Autriche, ceux de Portugal et d’Espagne. Hélas, Marie-Anne-Josèphe n'eut avec le prince électeur que deux fils mort nés, l’un en 1683, l’autre en 1686. Profondément affligée, elle mourut en 1689, âgée de seulement 34 ans.